# Thomas Hoepker
Thomas Hoepker (in tedesco Thomas Höpker) (Monaco di Baviera, 10 giugno 1936 – Santiago del Cile, 11 luglio 2024) è stato un fotografo, fotoreporter e direttore della fotografia tedesco, membro di Magnum Photos, famoso per l'elegante stile delle sue foto a colori. Documentò anche la distruzione del World Trade Center dell'11 settembre. Hoepker originariamente si fece un nome negli anni '60 come fotoreporter con il desiderio di fotografare le condizioni umane.

## Biografia
Iniziò a scattare foto quando a 16 anni ricevette una vecchia macchina fotografica in vetro 9x12 da suo nonno. Sviluppò le sue stampe nella cucina e nel bagno della sua famiglia e iniziò a guadagnare un po' di soldi vendendo foto ad amici e compagni di classe. Hoepker studiò storia dell'arte e archeologia dal 1956 al 1959 a Gottinga e a Monaco di Baviera, dove gli fu insegnato come comprendere immagini e composizione. A scuola continuò comunque a fotografare e vendere immagini per aiutare a finanziare la sua istruzione.
Dal 1960 al 1963 lavorò come fotografo per Münchner Illustrierte e Kristall, riferendo da tutto il mondo. Poi, nel 1964, iniziò l'attività di fotoreporter per Stern. Negli anni '70 lavorò come cameraman per la TV tedesca, realizzando film documentari. Nel 1976 lui e la sua prima moglie, la giornalista Eva Windmoeller, si trasferirono a New York come corrispondenti per Stern. Dal 1978 al 1981 fu direttore della fotografia per American Geo. Dal 1987 al 1989 Hoepker visse ad Amburgo, lavorando come art director per Stern. Ritornò poi negli USA.
Magnum Photos iniziò a distribuire le fotografie di Hoepker nel 1964. Egli diventò membro della Magnum a pieno titolo nel 1989. Ne ricoprì l'incarico di Presidente dal 2003 al 2006.
Per gran parte della sua carriera, Hoepker usò le fotocamere Leica a telemetro. Negli anni '70 iniziò a utilizzare anche le fotocamere reflex a obiettivo singolo insieme alla sua Leica, per scatti grandangolari e fotocamere Nikon o Canon con obiettivi zoom. Nel 2002 passò alle reflex digitali.
Dopo aver sposato la sua seconda moglie Christine Kruchen, con la quale realizzò documentari televisivi, visse a New York. Morì a Santiago del Cile l'11 luglio 2024 a causa di complicazioni della malattia di Alzheimer all'età di 88 anni.

## Libri
- Jugend in dieser Zeit, Steingrüben, Germania, 1957
- Finlandia, Terra Magica, Germania, 1960
- Lebendiges Kiel, Presseamt der Stadt Kiel, Germania, 1963
- Yatun papa. Padre degli indiani. Dr. Theodor Binder, Kosmos, Germania, 1963
- Horst Janssen, ritratti dell'artista, Galerie Brockstedt, Germania, 1967
- Die Iren und ihre Lieder, (Gli irlandesi e le loro canzoni), Germania, 1974
- Berliner Wände, C. Hanser, Germania, 1976
- Heinz Mack, Expedition in künstliche Gärten. Art in Desert and Ice, Sternbuch, Germania, 1977
- Vienna, Libri Time / Life, Olanda, 1978
- Thomas Höpker (I Grandi Fotografi), Rizzoli, Italia, 1983
- Die New York-Story, GEO Buch, Germania, 1983
- Adesso! Überdosis New York / HA Schult., Germania, 1984
- Der Wahn vom Weltreich: ex colonie tedesche, Sternbuch, Germania, 1984
- Ansichten.Fotos von 1960 bis 1985, Braus, Heidelberg, Germany, 1985
- Leben in der DDR. Vita nella Germania orientale, Sternbuch, Germania, 1985
- Amerika: storia della scoperta dalla Florida al Canada, Germania, 1986
- HA Schult, New York, Berlino, Germania, 1986
- Newyorkese: 50 ritratti insoliti, Stemmle, Sciaffusa, Germania, 1987
- Roma, Hofmann & Campe, Germania, 1988
- HA Schult, Fetisch Auto, Germania, 1989
- Land of Enchantment, New Mexico, Philip-Morris books, Germany, 1991
- Il ritorno dei Maya: il Guatemala. A Tale of Survival, Henry Holt, USA, 1998. ISBN 978-1-899235-81-0
- Thomas Hoepker, Photographien 1955-2005, Schirmer & Mosel, Germania, 2005. ISBN 978-3-8296-0219-8
- Champ, Berlino: Peperoni, 2012. ISBN 978-3941825338
- Thomas Hoepker, New York, TeNeues, Germania, 2013. ISBN 978-3-8327-9712-6
- Heartland. Berlino: Peperoni, 2013. ISBN 9783941825451
- Big Champ. Berlino: Peperoni, 2015.

## Filmografia
- The Village Arabati (1973)
- Death in a Cornfield (1998)
- Robinson Crusoe Island (2000)
- Isola di Pasqua (2003)
- Ice-cold Splendor (2005)

## Premi
- 1967: 3rd Place Award for Photo Stories, World Press Photo, Amsterdam[7]
- 1977: 1st Place Award for Art and Sciences, World Press Photo, Amsterdam[8]
- Leica Hall of Fame Induction, Leica Awards[9]

## Esposizioni
- Kunst und Gewerbe Museum, Amburgo, Germania, 1965
- Rizzoli Gallery, New York e Rizzoli Gallery, Washington DC, 1976
- Retrospettiva, 25 città in Germania, 1985-1987
- Maya Kunsthalle Colonia, Colonia, Germania, 1994
- Retrospettiva, Claus Tebbe Gallery, Colonia, Germania, 1995
- Photographien 1955-2005, Photomuseum, Monaco, Germania, 2006
- Heartland, Leica Gallery Praga, Praga, Germania, 2014[10]